# Scaramouche (personage)

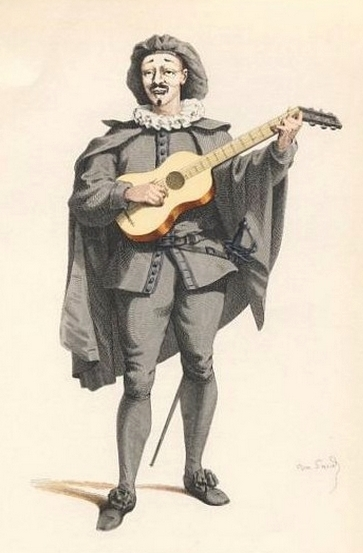
Scaramouche in 1860

Scaramouche (uit het Frans, van het Italiaanse scaramuccia = schermutseling) is een olijk, clownesk personage uit de Italiaanse commedia dell'arte. Hij draagt vaak een zwart masker en soms een bril. Hij vermaakt het publiek door zijn "grimassen en geaffecteerde taal". Scaramouche kan slim of dom zijn, al naargelang de acteur hem wenst weer te geven.
Scaramouche is ook een personage in het Britse Punch and Judy (Jan Klaasen en Katrijn)-poppenkastspel (met wortels in commedia dell'arte). In sommige scenario's is hij de eigenaar van The Dog, een ander personage. Tijdens optredens krijgt Scaramouche een pak slaag van Punch, waardoor zijn hoofd van zijn schouders valt. Hierdoor wordt de term Scaramouche ook geassocieerd met het type marionetten waarvan de nek uitschuifbaar is.
Op deze figuur zijn diverse werken gebaseerd van onder andere schrijvers, beeldend kunstenaars en componisten.
Arlecchino · Brighella · Capitano · Colombina · Dottore · Isabella · Pantalone · Pulchinella · Scaramouche